# آستاشیخا
آستاشیخا (به لاتین: Astashikha) یک منطقهٔ مسکونی در روسیه است که در استان آمور واقع شده‌است.